# Havnar Kirkja
Havnar Kirkja lub Dómkirkjan, w anglojęzycznych źródłach zwany czasem Tórshavn Cathedral (Katedra Thorshavn) – kościół luterański, pełniący funkcję katedry Wysp Owczych. Znajduje się tam siedziba diecezji obejmującej archipelag, która 29 lipca 2007 uniezależniła się od archidiecezji, gdzie należała także Dania i Grenlandia.

## Położenie
Havnar Kirkja znajduje się na ulicy Paturssonargøta 20 pnącej się na niewielkie wzniesienie za pierwszą linią budynków portowych w dzielnicy Tinganes. Kiedy go zbudowano była to północna granica osady liczącej wówczas około sześciuset mieszkańców, dziś kiedy miasto ma ich ponad dwadzieścia razy więcej jest z każdej strony otoczony zabudowaniami.

## Historia
Kościół został zbudowany w 1788 na miejscu poprzedniej świątyni Úti á Reyni wybudowanej w 1609, rozebranej sześć lat przed rozpoczęciem konstrukcji Havnar Kirkja na polecenie ówczesnego burmistrza Thorshavn Rasmusa Jørgena Winthera. Część wyposażenia starego kościoła została przeniesiona do nowego miejsca kultu, część zaś sprzedana na aukcji. Od początku Havnar Kirkja służył jako główny ośrodek kultu luterańskiego na Wyspach Owczych.
Przez niemal osiemdziesiąt lat budynek ten stał nietknięty. Posiadał, jak wiele innych kościołów w pozostałych osadach archipelagu, trawiasty dach aż do 1865 kiedy uległ gruntownej i ważnej przebudowie. Trudne do utrzymania sklepienie z darni zmieniono na łupkowe, a całą konstrukcję znacznie wzmocniono diametralnie ją przebudowując.
Wiek XX przyniósł kolejne zmiany, choć już nie tak znaczące jak te z 1865. Jedną z nich było przedłużenie w 1935 miejsca dla chóru, a także budowa nowej zakrystii. Kolejne przedłużenie miało miejsce w 1968, znowu uległ mu chór, a także kilka pomniejszych pomieszczeń dzięki czemu dziś w kościele mieści się 58 ław z czego 14 na galerii.

## Elementy wnętrza

### Dzwon z "Norske Löve"
W ostatni dzień 1707 roku w zatoce Lambavík zatonął statek – własność Duńskiej Kompanii Wschodnioindyjskiej, Norske Löve (Lew Norwegii), będący okrętem handlowym. Niewiele później, już w 1708 wyłowiony został dzwon z wraku. Ma na sobie monogram Kompanii, a także inskrypcję: "Danscke Ostindische Compagnies Scheb Nordische Löwe" (duń. Statek Duńskiej Kompanii Wschodnioindyjskiej Nordische Löwe). Dzwon ma 30 centymetrów długości, a średnica jego zewnętrznej obręczy wynosi 41,5 cm. Dziś ów dzwon znajduje się przed ołtarzem Havnar Kirkja.

### Rzeźba ponad ołtarzem
Rzeźba znajdująca się nad ołtarzem jest jednym z najstarszych elementów wyposażenia Havnar Kirkja – pochodzi z 1647. Na szczycie widnieje inskrypcja: "Gud Allermechtigste Hans Hellige Ord och Sacramenter Till Ere och denne Steed til Zirat haffuer Hans Sevrensen fordum Kiøbmand her paa Ferøe foraerit denne Altertaffle til Torßhaffns Kiercke 1647" ("Dla Chwały Boga Wszechmogącego, Słowa Świętego i Sakramentów oraz by ozdobić do Miejsce, podarował tę rzeźbę Kościołowi Thorshavn, Hans Sevrensen, dawny kupiec farerski w 1647 roku."). Na środku znajduje się obraz przedstawiający Ostatnią Wieczerzę, należący do dużej grupy XVII-wiecznego malarza duńskiego Petera Candida, w wielkości 100cm x 100cm. Dzieło zostało odnowione przez Ernesta i Holmera Tirerów z pomocą Farerczyka Frasera Eysturoya.

## Galeria

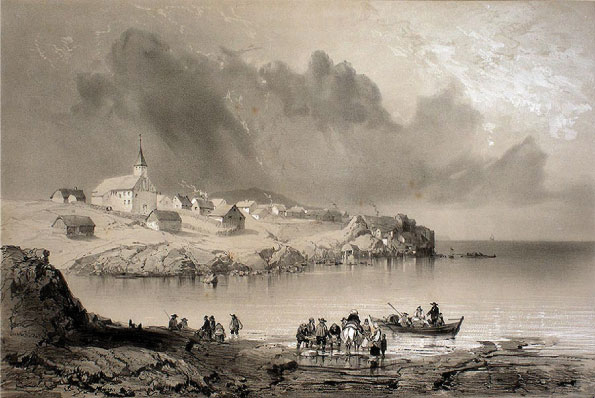
Rycina Havnar Kirkja i jego otoczenia - 1839 rok.
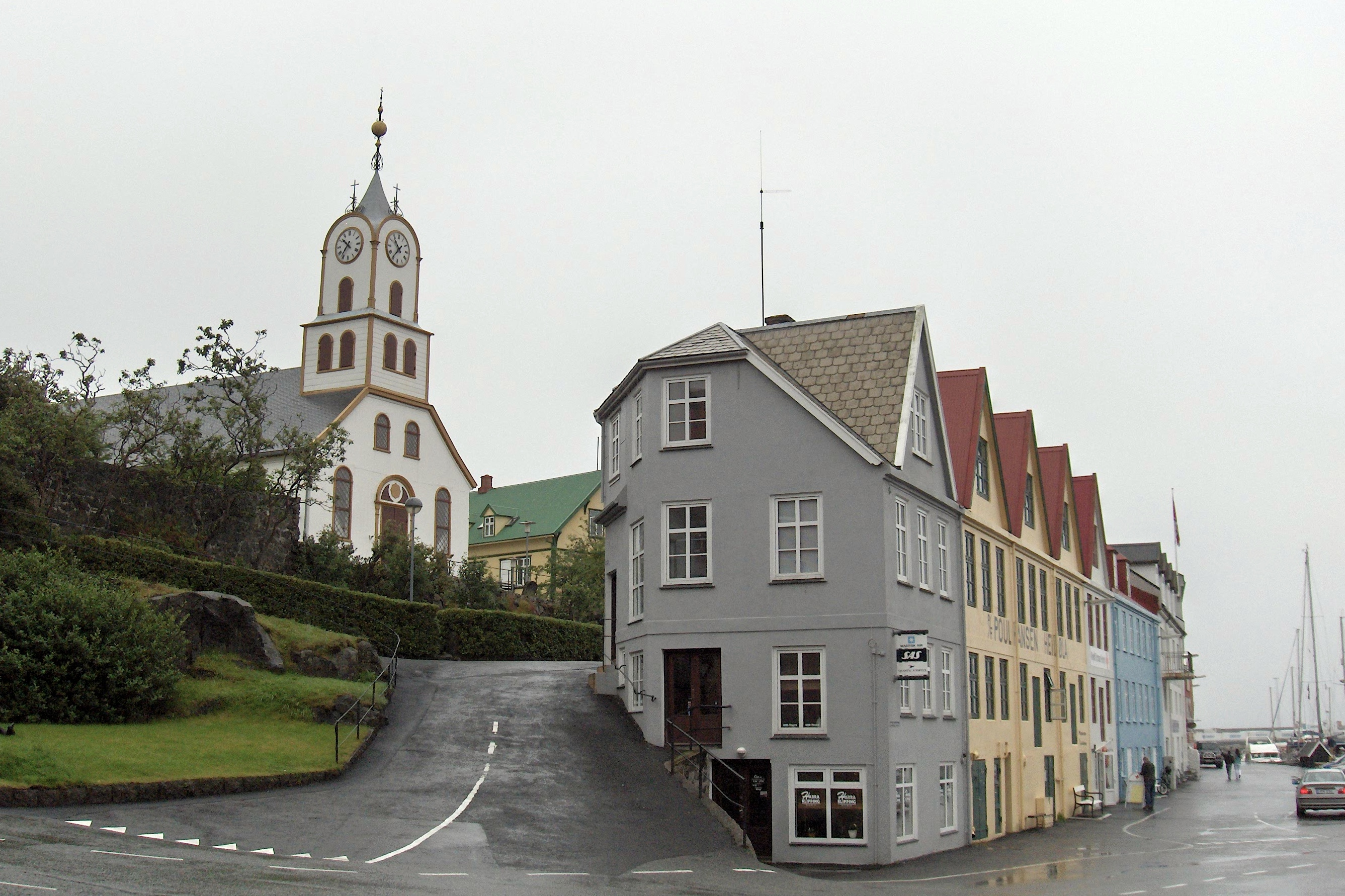
Katedra Thorshavn i pierwsza linia domów nadbrzeżnych.
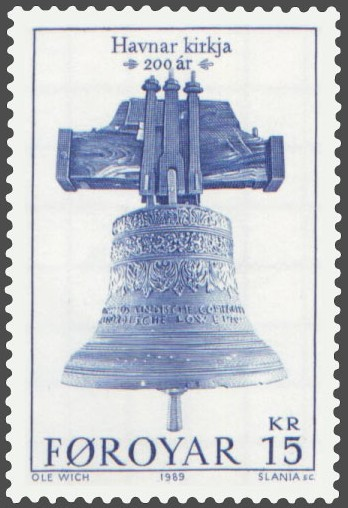
Dzwon z Norske Löve z 1704.
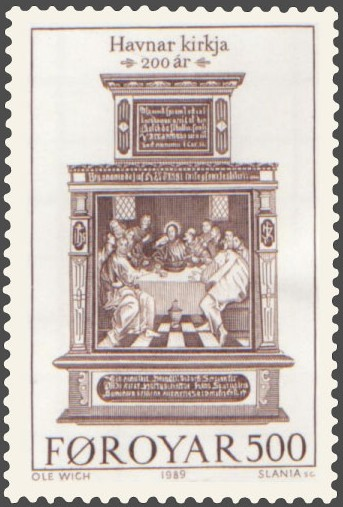
Rzeźba nad ołtarzem z 1647.